# Neuenreuth (Creußen)
Neuenreuth ist ein Gemeindeteil der Stadt Creußen im Landkreis Bayreuth (Oberfranken, Bayern). Neuenreuth liegt in der Gemarkung Wolfsbach.

## Geografie
Das Dorf liegt in einer Rodungsinsel und hat den Charakter einer Streusiedlung. Es liegt am Weihergraben, einem linken Zufluss des Roten Mains. Eine Gemeindeverbindungsstraße führt zur Bundesstraße 2 (0,2 km östlich) bzw. nach Unternschreez (1,6 km westlich).

## Geschichte
Gegen Ende des 18. Jahrhunderts bestand Neuenreuth aus 3 Anwesen. Die Hochgerichtsbarkeit stand dem bayreuthischen Stadtvogteiamt Creußen zu. Die Dorf- und Gemeindeherrschaft hatte das Amt Unternschreez. Grundherren waren das Hofkastenamt Bayreuth (1 Halbhof, 1 Tropfhaus) und das Amt Unternschreez (1 Halbhof).
Von 1797 bis 1810 unterstand der Ort dem Justiz- und Kammeramt Pegnitz. Mit dem Gemeindeedikt wurde Neuenreuth dem 1812 gebildeten Steuerdistrikt Oberkonnersreuth und der im gleichen Jahr gebildeten Ruralgemeinde Ottmannsreuth zugewiesen. Mit dem Gemeindeedikt von 1818 erfolgte die Eingemeindung nach Wolfsbach. Am 1. Mai 1978 wurde Neuenreuth im Zuge der Gebietsreform in Bayern nach Creußen eingegliedert.

### Einwohnerentwicklung
| Jahr      | 001819 | 001822 | 001861 | 001871 | 001885 | 001900 | 001925 | 001950 | 001961 | 001970 | 001987 |
| Einwohner | 16     | 29     | 38     | 35     | 46     | 37     | 40     | 91     | 68     | 84     | 79     |
| Häuser    |        | 4      |        |        | 6      | 6      | 8      | 9      | 13     |        | 23     |
| Quelle    | [ 8 ]  | [ 6 ]  | [ 9 ]  | [ 10 ] | [ 11 ] | [ 12 ] | [ 13 ] | [ 14 ] | [ 15 ] | [ 16 ] | [ 1 ]  |

## Religion
Neuenreuth ist seit der Reformation evangelisch-lutherisch geprägt und nach St. Jakobus (Creußen) gepfarrt.